# Hold Your Fire
A Hold Your Fire a kanadai Rush együttes tizenkettedik stúdióalbuma (összességében a tizennegyedik nagylemeze), amely 1987 szeptemberében jelent meg a Mercury Records kiadásában.
Az előző albumhoz hasonlóan újra Peter Collins producerrel dolgoztak különböző stúdiókban világszerte. A lemez több dalában is vendégként szerepel Aimee Mann, a 'Til Tuesday nevű amerikai new wave együttes akkori énekesnője. A korábbi albumaikhoz képest a szintetizátorok dominanciája némileg csökkent, és ezzel együtt Alex Lifeson gitárjátéka kicsivel több teret kapott újra, ami kevésbé rideg hangzást eredményezett az előző, Power Windows című lemezükhöz képest.
A kislemezen kiadott dalok közül a Time Stand Still és a Force Ten is 3. volt a Billboard Mainstream Rock listáján, míg a Lock and Key pedig a 16. helyezést érte el. Hosszú idő után a Hold Your Fire volt az első Rush-album, amely nem érte el a platinalemez státuszt, és csupán aranylemez lett az Egyesült Államokban. A Billboard 200-as albumlistáján a 13. helyig jutott, a brit albumlistán pedig 10. lett.
1997-ben a Rush Remasters sorozatban digitálisan feljavított hangzással adták ki újra az albumot.

## Az album dalai
1. Force Ten – 4:28
2. Time Stand Still – 5:07
3. Open Secrets – 5:37
4. Second Nature – 4:35
5. Prime Mover – 5:19
6. Lock and Key – 5:08
7. Mission – 5:15
8. Turn the Page – 4:53
9. Tai Shan – 4:14
10. High Water – 5:32

## Közreműködők
- Geddy Lee – ének, basszusgitár, szintetizátor, basszuspedálok
- Alex Lifeson – elektromos gitár, akusztikus gitár
- Neil Peart – dobok és ütőhangszerek
- Aimee Mann – ének a Time Stand Still, az Open Secrets, és a Tai Shan dalokban, illetve nevetés a Force Tenben
- William Faery Brass Band – rézfúvósok a Mission című dalban
- Andy Richards – billentyűs hangszerek